# Ilse Dörffeldt

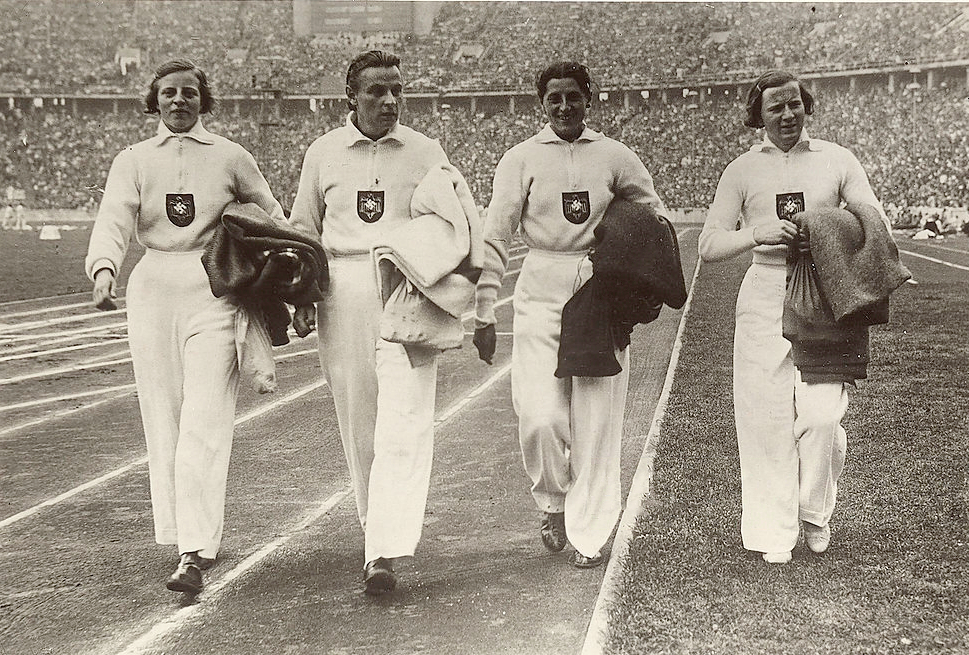
Olympische Spiele 1936, von links: Emmy Albus, Käthe Krauß, Marie Dollinger, Ilse Dörffeldt

Ilse Dörffeldt (* 23. März 1912 in Berlin; † 14. September 1992 in Berlin-Hellersdorf) war eine deutsche Leichtathletin, die in den 1930er Jahren vor allem im Sprint erfolgreich war.
Bei den Olympischen Spielen 1936 war die nur 1,61 m große Sportlerin des SC Charlottenburg (SCC) Mitglied der deutschen 4-mal-100-Meter-Staffel, gemeinsam mit Emmy Albus, Käthe Krauß und Marie Dollinger. Am 8. August 1936 stellten sie im Vorlauf mit 46,4 s einen neuen Weltrekord auf, der bis zu den Olympischen Spielen 1952 Bestand hatte. Im Endlauf am darauffolgenden Tag wurde Dörffeldt zur tragischen Figur, als sie als Schlussläuferin mit ca. 10 Meter Abstand erneut auf Weltrekordkurs in Führung liegend, den von Marie Dollinger übergebenen Staffelstab fallen ließ.
Bei den Deutschen Meisterschaften wurde Ilse Dörffeldt Vizemeisterin über 800 Meter 1932 und im 100-Meter-Lauf 1937. Dritte wurde sie 1933 und 1934 über 100 Meter sowie 1932 bis 1934 über 200 Meter. Mit der Vereinsstaffel des SCC gewann sie 1937 und 1938 die Deutsche Meisterschaft in der 4-mal-100-Meter-Staffel und 1939 die Vizemeisterschaft. Einen weiteren Meisterschaftstitel mit der Staffel errang sie 1934, damals aber noch für den SV Siemens Berlin startend. Mit der Vereinsstaffel des SCC erreichte sie am 19. Juni 1938 auch den Weltrekord in der 4-mal-200-Meter-Staffel in einer Zeit von 1:45,3 min und verbesserte ihn am 9. Juni 1940 auf 1:44,6 min.
Bis Mitte der 1950er Jahre arbeitete Dörffeldt als Lehrerin in Banzendorf, wo sie Deutsch, Geschichte und Sport unterrichtete. Als die dortige Schule geschlossen wurde, zog sie nach Berlin-Karlshorst. Ihre Urne wurde auf dem Friedhof in Banzendorf beigesetzt. Sie war nie verheiratet, sondern lebte mit ihrer ebenfalls unverheirateten Schwester Gertrud bei ihrer Mutter, die in Banzendorf verstarb.